# Esqui alpino nos Jogos Olímpicos de Inverno de 2022 - Downhill feminino
O downhill feminino do esqui alpino nos Jogos Olímpicos de Inverno de 2022 foi disputado em 15 de fevereiro no Centro Nacional de Esqui Alpino Yanqing, em Pequim.

## Medalhistas
| Ouro   | SUI Corinne Suter |
| Prata  | ITA Sofia Goggia  |
| Bronze | ITA Nadia Delago  |

## Resultados
| Pos. | Bib | Atleta               | País                     | Tempo   | Diferença |
| ---- | --- | -------------------- | ------------------------ | ------- | --------- |
| 01 ! | 15  | Corinne Suter        | SUI Suíça                | 1:31.87 | —         |
| 02 ! | 13  | Sofia Goggia         | ITA Itália               | 1:32.03 | +0.16     |
| 03 ! | 11  | Nadia Delago         | ITA Itália               | 1:32.44 | +0.57     |
| 4    | 17  | Kira Weidle          | GER Alemanha             | 1:32.58 | +0.71     |
| 5    | 1   | Elena Curtoni        | ITA Itália               | 1:32.87 | +1.00     |
| 6    | 4   | Joana Hählen         | SUI Suíça                | 1:33.16 | +1.29     |
| 7    | 18  | Cornelia Hütter      | AUT Áustria              | 1:33.35 | +1.48     |
| 8    | 8   | Marie-Michèle Gagnon | CAN Canadá               | 1:33.45 | +1.58     |
| 9    | 9   | Mirjam Puchner       | AUT Áustria              | 1:33.45 | +1.58     |
| 10   | 16  | Laura Gauché         | FRA França               | 1:33.47 | +1.60     |
| 11   | 10  | Nicol Delago         | ITA Itália               | 1:33.69 | +1.82     |
| 12   | 7   | Ramona Siebenhofer   | AUT Áustria              | 1:33.81 | +1.94     |
| 13   | 2   | Romane Miradoli      | FRA França               | 1:33.93 | +2.06     |
| 14   | 6   | Ragnhild Mowinckel   | NOR Noruega              | 1:33.97 | +2.10     |
| 15   | 3   | Jasmine Flury        | SUI Suíça                | 1:34.00 | +2.13     |
| 16   | 19  | Lara Gut-Behrami     | SUI Suíça                | 1:34.03 | +2.16     |
| 17   | 26  | Keely Cashman        | USA Estados Unidos       | 1:34.13 | +2.26     |
| 18   | 12  | Mikaela Shiffrin     | USA Estados Unidos       | 1:34.36 | +2.49     |
| 19   | 20  | Tamara Tippler       | AUT Áustria              | 1:34.39 | +2.52     |
| 20   | 25  | Julia Pleshkova      | ROC                      | 1:34.48 | +2.61     |
| 21   | 30  | Jacqueline Wiles     | USA Estados Unidos       | 1:34.60 | +2.73     |
| 22   | 14  | Ilka Štuhec          | SLO Eslovênia            | 1:34.88 | +3.01     |
| 23   | 29  | Maruša Ferk Saioni   | SLO Eslovênia            | 1:34.99 | +3.12     |
| 24   | 31  | Roni Remme           | CAN Canadá               | 1:35.36 | +3.49     |
| 25   | 23  | Alice Robinson       | NZL Nova Zelândia        | 1:35.57 | +3.70     |
| 26   | 28  | Greta Small          | AUS Austrália            | 1:36.53 | +4.66     |
| 27   | 5   | Ester Ledecká        | CZE República Checa      | 1:38.18 | +6.31     |
| 28   | 33  | Tereza Nová          | CZE República Checa      | 1:39.38 | +7.51     |
| 29   | 35  | Barbora Nováková     | CZE República Checa      | 1:39.50 | +7.63     |
| 30   | 34  | Nevena Ignjatović    | SRB Sérvia               | 1:40.73 | +8.86     |
| 31   | 36  | Kong Fanying         | CHN China                | 1:44.53 | +12.66    |
| 90   | 21  | Alix Wilkinson       | USA Estados Unidos       | DNF     | DNF       |
| 90   | 22  | Tiffany Gauthier     | FRA França               | DNF     | DNF       |
| 90   | 24  | Elvedina Muzaferija  | BIH Bósnia e Herzegovina | DNF     | DNF       |
| 90   | 27  | Camille Cerutti      | FRA França               | DNF     | DNF       |
| 90   | 32  | Cande Moreno         | AND Andorra              | DNF     | DNF       |

Legenda
| Recorde mundial      | Recorde mundial (World record)               |                       | Recorde africano                      | Recorde africano (African) |                                           | Q | Classificado por posição (Qualified) |
| Recorde olímpico     | Recorde olímpico (Olympic record)            | Recorde da América    | Recorde da América (Americas)         | q                          | Classificado por melhor tempo (Qualified) |   |                                      |
| Melhor marca do ano  | Melhor marca do ano (World leading)          | Recorde asiático      | Recorde asiático (Asian)              | DNS                        | Não largou (Did not start)                |   |                                      |
| Recorde nacional     | Recorde nacional (National record)           | Recorde europeu       | Recorde europeu (European)            | DNF                        | Não terminou (Did not finish)             |   |                                      |
| Recorde pessoal      | Recorde pessoal do atleta (Personal best)    | Recorde da Oceania    | Recorde da Oceania (Oceania)          | DSQ / DQ                   | Desclassificado (Disqualified)            |   |                                      |
| Recorde da temporada | Recorde da temporada do atleta (Season best) | Recorde sul-americano | Recorde sul-americano (South America) | NM                         | Sem marca (No mark)                       |   |                                      |